# Kobyla Góra (województwo wielkopolskie)
Kobyla Góra (niem. Kobylagora) – wieś (dawniej miasto) w Polsce położona w województwie wielkopolskim, w powiecie ostrzeszowskim, w gminie Kobyla Góra, ok. 10 km na zachód od Ostrzeszowa i ok. 35 km na południowy zachód od Ostrowa Wielkopolskiego.
Miejscowość jest siedzibą gminy Kobyla Góra.
Kobyla Góra uzyskała lokację miejską przed 1428 rokiem, zdegradowana przed 1900 rokiem. 
Jest to wieś o charakterze miejskim. Znajduje się tu ośrodek wypoczynkowy, kemping, niewielki zbiornik wodny, zajazd. Punkt wypadowy na Wzgórza Ostrzeszowskie. Położona na terenie Obszaru Chronionego Krajobrazu Wzgórza Ostrzeszowskie i Kotlina Odolanowska.
Miastem partnerskim Kobylej Góry jest niemieckie Kirchenlamitz.

## Nazwa
W 1295 w kronice łacińskiej Liber fundationis episcopatus Vratislaviensis miejscowość wymieniona jest jako Cobilagora i Kobylagora. W roku 1613 śląski regionalista i historyk Mikołaj Henel z Prudnika wymienił miejscowość w swoim dziele o geografii Śląska pt. Silesiographia podając jej łacińską nazwę: Kobelgura.

## Części wsi
| SIMC    | Nazwa         | Rodzaj    |
| ------- | ------------- | --------- |
| 0200041 | Lipnik        | część wsi |
| 0200058 | Onufry        | część wsi |
| 0200064 | Pustki        | część wsi |
| 0200070 | Sójka         | część wsi |
| 0200087 | Trzy Kamienie | część wsi |
| 0200093 | Wesoła        | część wsi |

## Historia
- Kobyla Góra była pierwszy raz wzmiankowana w 1387 roku, w dokumentach z czasów króla Władysława Jagiełły.
- Prawa miejskie osada posiadała od XV do XIX wieku, czego dowodem jest zachowana do dziś zabudowa rynku o miejskim charakterze.
- Oprócz produkcji rolniczej działalność gospodarcza opierała się na siedmiu młynach, usytuowanych na rzece Meresznicy.
- Z początkiem XVI wieku, Kobyla Góra otrzymała przywilej organizowania jarmarków, od króla Zygmunta Starego, oraz w końcu XVI wieku od króla Zygmunta III Wazy.
- W końcu stycznia 1793 roku, w wyniku II rozbioru Rzeczypospolitej, Kobyla Góra znalazła się w granicach państwa pruskiego, gdzie utraciła status miasta. Stan ten utrzymał się aż do 1918 roku, z wyjątkiem okresu Księstwa Warszawskiego (od 1807 do 1815 roku).
- W okresie zaborów dla Kobylej Góry bardzo ważny był handel. Mimo że w 1793 roku mieszkańcy zrzekli się praw miejskich, to nadal mogli korzystać z możliwości organizacji targów.
- Ważnym wydarzeniem, które ułatwiło kontakty handlowe, było otwarcie w 1860 roku szosy z Ostrzeszowa, przez Kobylą Górę do Sycowa i dalej do Wrocławia.
- Po powstaniu listopadowym władze pruskie ustanowiły w Kobylej Górze Komisariat Obwodowy, celem osłabienia pozycji szlachty polskiej. Stan ten utrzymał się aż do końca panowania zaborcy.
- W 1848 roku, podczas Wiosny Ludów, w Kobylej Górze miał miejsce bunt chłopów.
- Do II poł. XIX w. Kobyla Góra była miejscowością o licznej społeczności żydowskiej. Jeszcze w latach 70. XIX w. Żydzi stanowili 45% z 359 mieszkańców.
- Intensywna emigracja Żydów z Wielkopolski w II poł. XIX w. zmieniła krajobraz etniczny Kobylej Góry. W 1905 liczyła ona 455 mieszkańców, z czego 62% stanowili Polacy, 21% Niemcy i 17% Żydzi. Katolicy stanowili 56% ludności, protestanci 27%.
- W 1908, w ramach prowadzonej w prowincji poznańskiej polityki germanizacyjnej, administracja pruska zmieniła oficjalną nazwę miejscowości z Kobylagora na Heideberg. Nazwa ta utrzymała się do przejęcia władzy przez Polaków w 1919.
- Po 1918 roku, powiat ostrzeszowski został objęty powstaniem wielkopolskim; nie ominęło ono również Kobylej Góry. Sformowane wówczas przez Polaków straże ludowe prowadziły zaciekłe walki z niemieckim Grenzschutzem. W decydujący sposób na przebieg kampanii wpłynęła bitwa pod Ligotą 15 stycznia 1919 roku, wygrana przez powstańców.
- W 1920, na mocy traktatu wersalskiego, miejscowość wraz z większością historycznej Wielkopolski została włączona w skład Rzeczypospolitej Polskiej. Nastąpił odpływ dużej części ludności niemieckiej oraz żydowskiej do Niemiec.
- W 1939 roku miało dojść do połączenia wsi Kobyla Góra i Góry, co było spowodowane małą ilością mieszkańców obu wsi sołeckich (do Kobylej Góry należało wówczas 48 domów). Do połączenia nie doszło z powodu sprzeciwu wojewody poznańskiego. W 1942 roku okupanci niemieccy wprowadzili dla miejscowości kolejno nazwy hitlerowskie Haideberg i Heideberg. Podczas okupacji Niemcy połączyli wioski.

## Zabytki

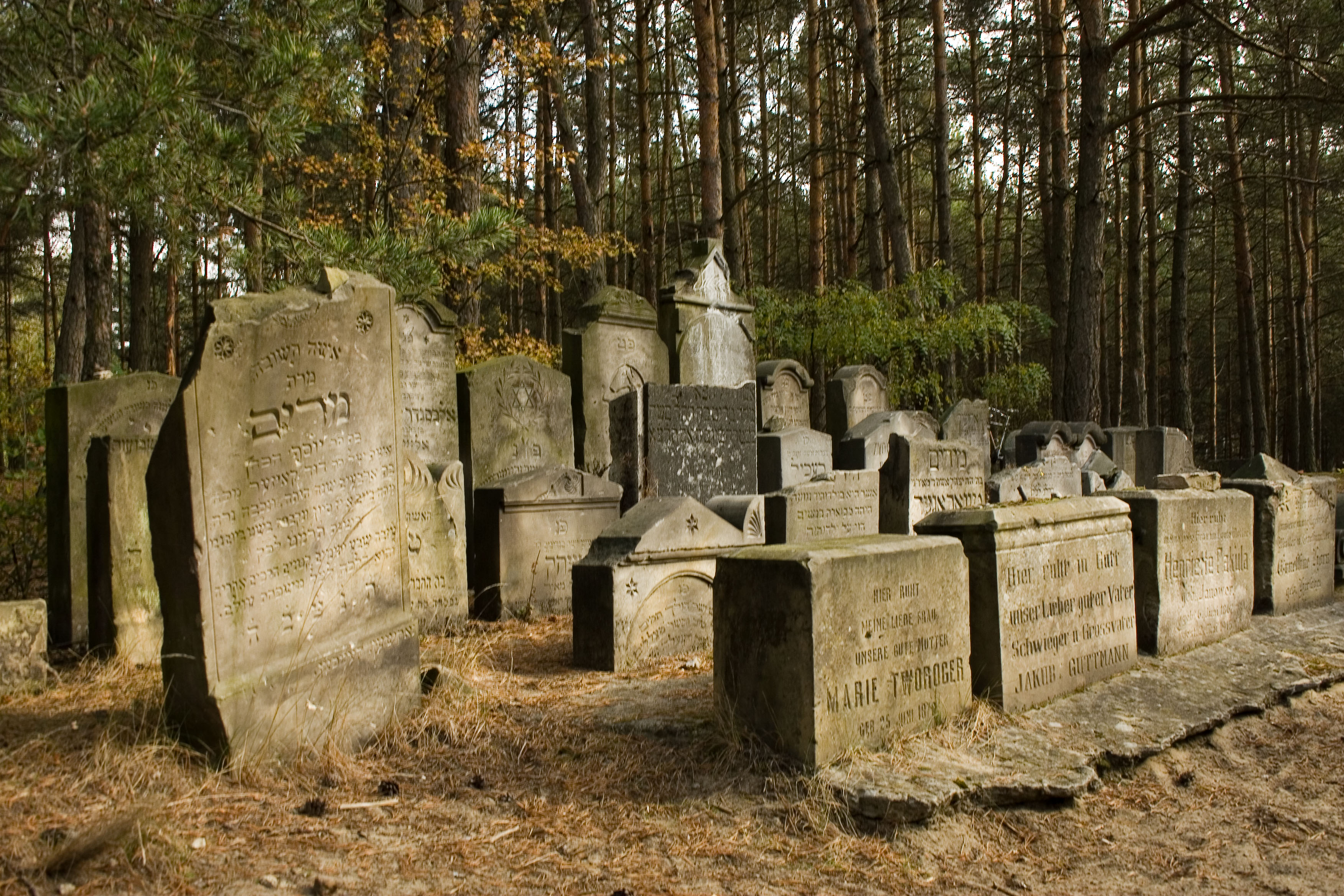
Cmentarz żydowski

- Kościół parafialny pw. św. Jadwigi wybudowany w latach 1807-1808, klasycystyczny.
- Kościół ewangelicko-augsburski zbudowany w 1894.
- Kamienice z ornamentyką klasycystyczną.
- Cmentarz Żydowski i „Pomnik na Cmentarzu”.

## Osoby związane z Kobylą Górą
- Edward Nawrot – ur. 7 października 1947,
zm. 19 września 2005; proboszcz parafii pw. św. Michała Archanioła i Wniebowzięcia NMP w Kiekrzu.
- Robert Korzeniowski – ur. 30 lipca 1968, polski lekkoatleta, chodziarz, wielokrotny mistrz olimpijski i świata. Przed ważnymi zawodami odpoczywał i trenował w Kobylej Górze. Honorowy obywatel Kobylej Góry.

## Zalew
Przez miejscowość przepływa rzeka Meresznica, na której w 1978 roku rozpoczęto budowę zapory, która zakończyła się w 1983 roku. Powstały zbiornik - Blewązka, o podłużnym, trójkątnym kształcie, ma powierzchnię 17 hektarów, długość około 900 metrów, a szerokość w najszerszym miejscu - 520 metrów. Jest to popularne miejsce wypoczynku i ośrodek sportów wodnych. W okolicy, oraz nad samym zalewem znajdują się liczne pensjonaty i gospodarstwa agroturystyczne.